# Skocznia narciarska w Warszawie (Mokotów)

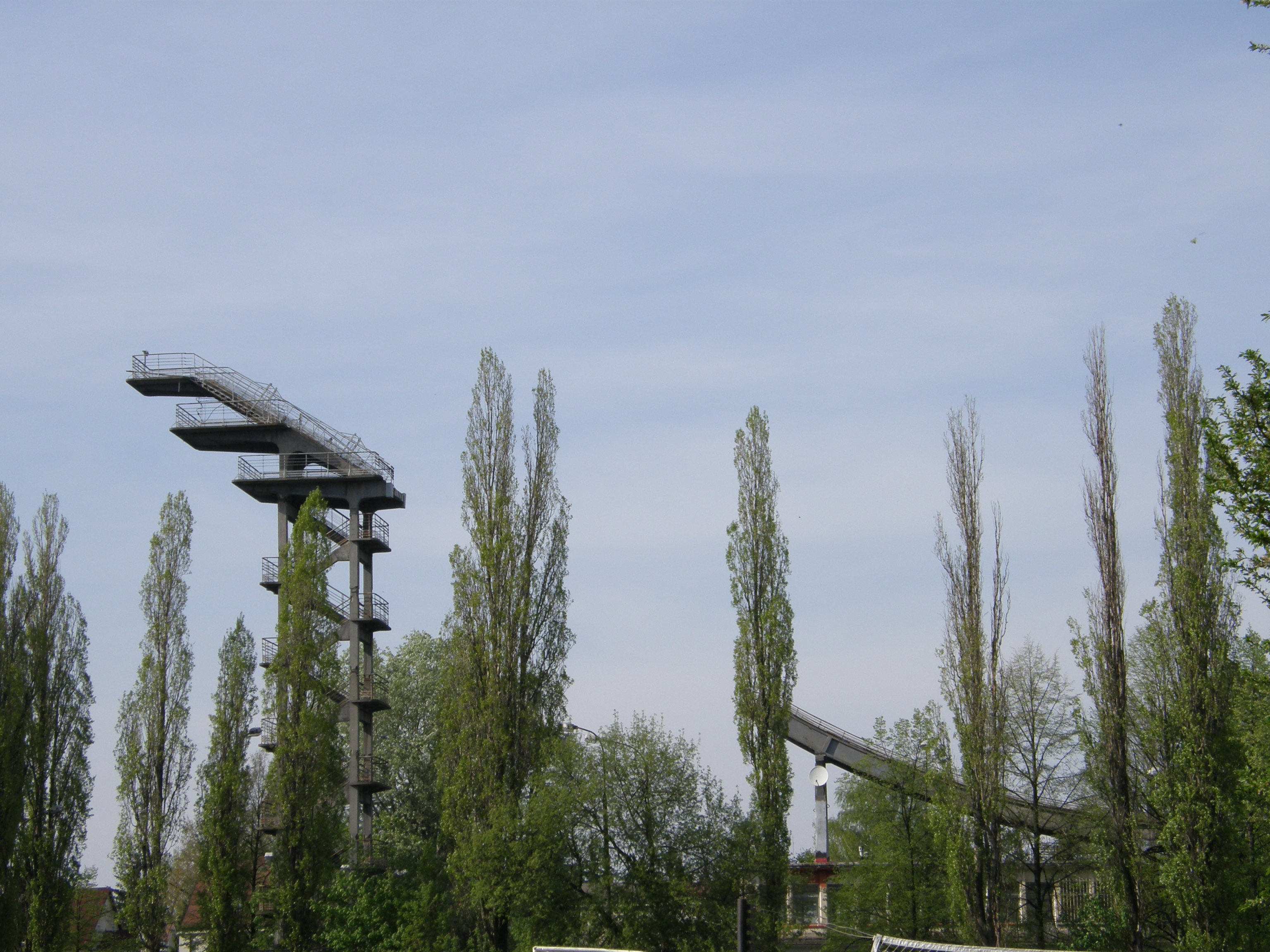
Częściowo zdemontowana skocznia, 2009

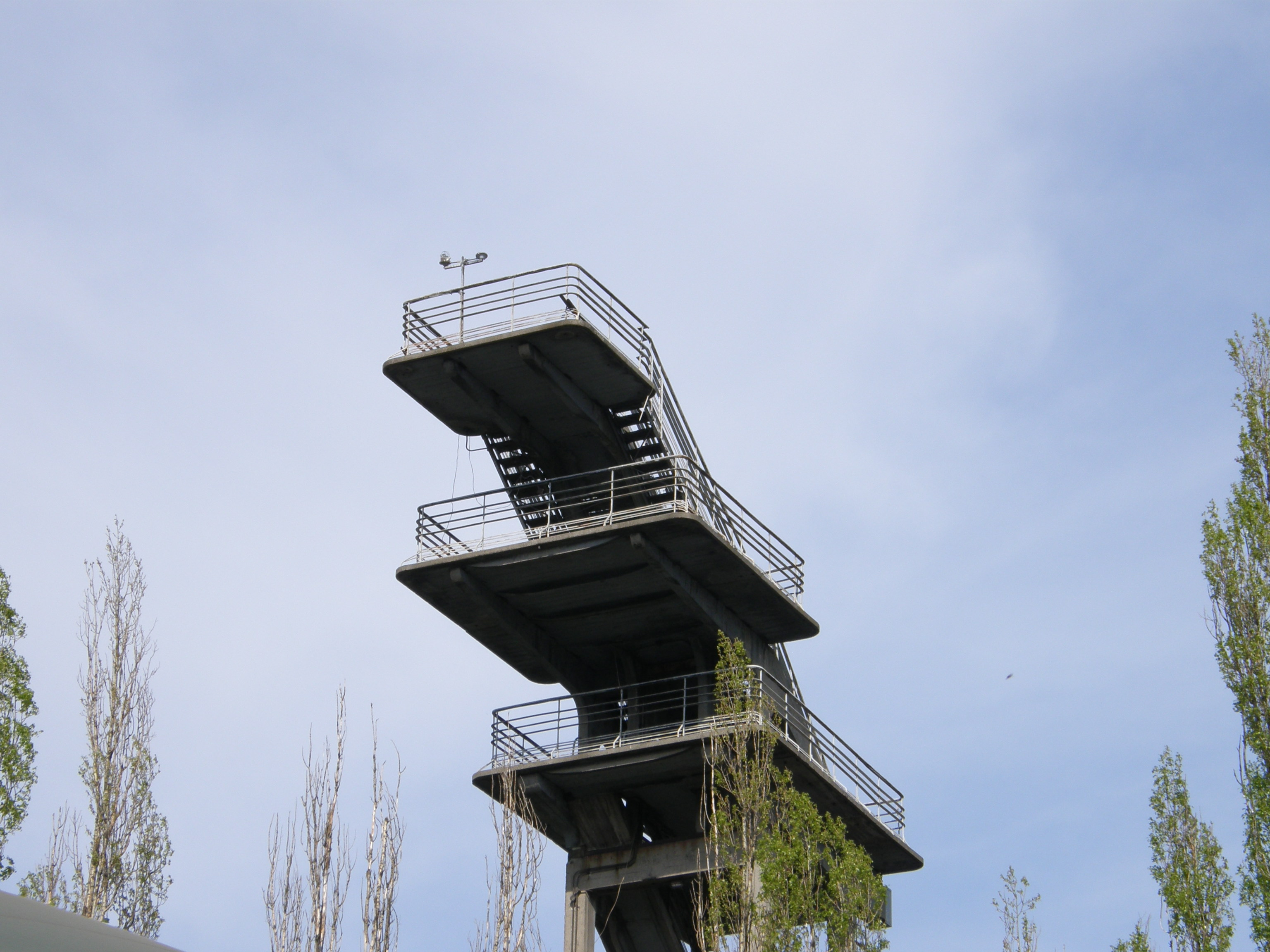
Trzy tarasy na szczycie skoczni, 2009

Skocznia narciarska w Warszawie – niezachowana mała skocznia narciarska przy ul. Czerniowieckiej na Mokotowie, z punktem konstrukcyjnym na 38 metrze.

## Historia
Pomysł budowy skoczni narciarskiej w Warszawie wiązał się z organizacją V Światowego Festiwalu Młodzieży i Studentów. Jej budowę rozpoczęto w 1955, a jej projektantami byli Jerzy Kodelski, Jeremi Strachocki i Mieczysław Strzelecki. Za konstrukcję odpowiadał Czesław Cywiński. Problemy natury geologicznej spowodowały znaczne opóźnienie prac i obiekt oddano do użytku we wrześniu 1959. Rozegrano wówczas dwudniowy konkurs, w którym wystąpiła ówczesna polska kadra narodowa.
Skocznia należała do Warszawskiego Klubu Narciarskiego i była areną zmagań najczęściej treningowych, choć odbywały się na niej także zawody. Jej punkt konstrukcyjny usytuowany był na 38 metrze. W latach 70. jej zeskok został pokryty sprowadzonym z NRD igelitem, jako pierwszej skoczni w Polsce.
W 1975 roku rozpoczęto jej modernizację, jednak prace przebiegały powolnie i trwały aż do 1980 roku. Od tego czasu obiekt był używany jedynie latem, ze względu na brak odpowiednich siatek utrzymujących śnieg. Używano go wówczas jako obiektu treningowego (obozy sportowe organizowano tu między innymi dla skoczków z Zakopanego), a także rozgrywano tu zawody Turnieju Trzech Skoczni (pozostałe dwa obiekty, na których rywalizowano znajdowały się w Pradze i Budapeszcie).
Imprezy sportowe, które odbywały się na skoczni nie budziły dużego zainteresowania – od momentu otwarcia obiektu do 1975 roku wszystkie łącznie zgromadziły niespełna 100 tysięcy widzów. Problemem było również finansowanie odbywających się na niej zawodów – organizujący je Warszawski Okręgowy Związek Narciarski pokrywał niespełna połowę ich kosztów, pozostałą część zaś musiał opłacać właściciel obiektu (Stołeczny Ośrodek Sportowy).

### Zamknięcie
W maju 1989 roku obiekt po raz ostatni gościł zawody w skokach narciarskich. Na początku lat 90. treningi na nim odbywał Warszawski Klub Narciarski. W tym czasie koszty konserwacji obiektu pokrywano w całości z prowadzonej na jej terenie działalności (sauna, korty tenisowe, giełda narciarska, wynajem pomieszczeń). Mimo utrzymywania obiektu w dobrym stanie nie był on wykorzystywany zgodnie z pierwotnym przeznaczeniem. Kierownictwo obiektu wielokrotnie zapraszało kluby narciarskie z rejonów górskich, jednak koszty przejazdu i organizacji obozu treningowego w Warszawie sprawiły, że żaden z klubów nie wyraził zainteresowania tą ofertą. Skocznię planowano jeszcze reaktywować w maju 1992 roku, gdy ponownie miały się na niej odbyć zawody w skokach narciarskich.
W późniejszych latach zdemontowano środkową część rozbiegu i ściągnięto maty igelitowe. Przez lata obiekt stał zrujnowany, a część rozbiegu nie łączyła się z wieżą skoczni.
W 2000 roku, w ramach projektu przebudowy terenu dawnej skoczni na nowoczesny kompleks sportowy (miał się on składać między innymi ze stoku narciarskiego i kortów tenisowych), rozpoczęto prace niwelacyjne dawnego zeskoku. Ostatecznie prace przerwano po decyzji Naczelnego Sądu Administracyjnego, w wyniku której własność między innymi dawnej skoczni przeszła z rąk Skarbu Państwa (reprezentowanego wcześniej przez Stołeczny Ośrodek Sportu i Rekreacji) na rzecz miasta Warszawa (w jego imieniu zarządzanie obiektem przejął Warszawski Ośrodek Sportu i Rekreacji).
Znajdującą się już wówczas w bardzo złym stanie technicznym skocznię, za sprawą decyzji powiatowego inspektora nadzoru budowlanego, ostatecznie rozebrano na przełomie 2010 i 2011 roku.

## Informacje o skoczni
Punkt konstrukcyjny skoczni wynosił 38 m, zaś wysokość wieży startowej 35 m. Długość najwyższego tarasu rozbiegowego wynosiła 55,5 m, a wybiegu – 70 m. W sumie całkowita wysokość skoczni wynosiła 54 m, a długość – 120 m. Zawody mogło oglądać ok. 7000 widzów.
Wieża skoczni została zbudowana z 3 elementów wykorzystywanych w technologii ramy H. Można ją uznać rodzaj prototypu szkieletu budynku prefabrykowanego o 10 kondygnacjach. Rozbieg podtrzymywany był przez trzy podpory. Na szczycie znajdowały się trzy tarasy o wymiarach 6×6 metrów każdy. Była to pierwsza tego typy konstrukcja na świecie. Przy jej budowie wykorzystano także po raz pierwszy w Polsce dźwigary kablobetonowe złożone z segmentów.
Skocznia często nazywana była Skarpą od położenia na Skarpie warszawskiej. Na terenie skoczni znajdowała się wyłożona igelitem rampa, która służyła do tymczasowego "umieszczania" mniejszej skoczni. Rampę mocowano na zeskoku, początkujący skoczkowie rozpoczynali najazd na buli, bezpośrednio na igelicie.
Skoczni towarzyszyły tor do biegów narciarskich pokryty igielitem o długości 180 m, budynek administracyjny, szatnie i natryski oraz trybuny ziemne przewidziane dla ok. 5000 kibiców.
Za najdłuższy skok w historii obiektu często uznaje się osiągnięcie Janusza Dudy – 48 m (według innego źródła Tadeusz Pawlusiak), zaś jako oficjalny rekord podaje się skok Antoniego Łaciaka na odległość 40,5 m.
Była to największa skocznia narciarska funkcjonująca kiedykolwiek w Warszawie (obiekty tego typu istniejące w Lesie Bielańskim i na Agrykoli były mniejsze).

## Upamiętnienie
Obiekt został upamiętniony w nazwie znajdującej się w pobliżu ulicy Pod Skocznią.
Skocznia była inspiracją nazewniczą pobliskich osiedli: Skocznia i Pod Skocznią.